# Zoé Varier
Zoé Varier est une journaliste et productrice de radio française. 
Elle est notamment connue pour ses émissions comme L'heure des Rêveurs ou encore Une journée particulière. Elle réalise également des documentaires le plus souvent pour France Inter ou des chaînes du groupe France Télévisions.

## Biographie
Zoé Varier est diplômée en langue russe. Elle commence sa vie professionnelle comme interprète sur des bateaux de croisière soviétiques affrétés par des compagnies de tourisme françaises.
Après cette expérience, elle devient journaliste et se spécialise dans le reportage.

### Débuts dansLà-bas si j’y suis
En 1991, elle devient reporter puis grand-reporter pour l'émission Là-bas si j’y suis sur France Inter. Ses débuts dans le journalisme sont liés à ses compétences de traductrice puisque le producteur de l'émission, Daniel Mermet, l'emmène en reportage afin qu'elle aide ses collègues qui ne pratiquent pas le russe. Elle réalise le montage de reportages puis se voit confier la réalisation d'un premier ayant pour thème le train Paris-Moscou. 

### Réalisation de documentaires et animatrice, productrice sur France Inter
En 1998, Zoé Varier réalise le documentaire Baisers Volés pour l'émission Strip-Tease sur France 3.
Zoé Varier revient ensuite sur France Inter et y produit ses propres émissions notamment  Nous nous sommes tant aimés, cinq émissions à propos des chagrins d'amour durant l'été 1998, L'herbe tendre, une série de reportages insérés au sein du « 9 h-10 h » de France-Inter en 1999.
Entre 1999 et 2004, elle anime l'émission Écoutez… des anges passent
Entre 2005 et 2015, elle anime Nous autres, une émission hebdomadaire de reportages, puis L'heure des Rêveurs.
En 2008, elle réalise plusieurs reportages pour le magazine d'information de France 2, 13h15, le samedi.
Dans les années 2010, elle anime entre 2015 et 2017 l'émission hebdomadaire D'ici d'ailleurs.
De 2017 à 2022, elle propose l'émission hebdomadaire Une journée particulière, où elle évoque "un épisode décisif de la vie de son invité".
Durant la saison 2022-2023, elle produit le podcast natif Toudou pour France Inter, histoires à destination des enfants,.
En 2023, elle anime le podcast scientifique In Utero sur l'origine de la vie humaine. Ce podcast est diffusé le week-end sur France Inter durant l'été 2023.

## Récapitulatif
- 1992-2013 : Là-bas si j’y suis
- 1997 : Toit ouvrant : le magazine qui décoiffe, France Culture
- 1997-1998 : Nous nous sommes tant aimés
- 1998 : Nuit noire
- 1999 : L'herbe tendre
- 1999-2004: Écoutez… des anges passent
- 2003 : J’ai tant rêvé de toi
- 2004 : L'homme qui aimait le cinéma (série documentaire sur François Truffaut)
- 2005-2013 : Nous autres
- 2013-2015 : L'heure des rêveurs
- 2015-2017 : D'ici d'ailleurs
- 2017-2018 : Si je vous dis..., chronique dans Le Six neuf du week-end
- 2017-2022 : Une journée particulière
- depuis 2023 : Toudou
- depuis 2023 : In Utero

## Ecriture
Avec Alexis Cordesse, elle publie en 2006 un livre de photographies sur la lutte des salariés de l'entreprise LU, symboles des licenciements boursiers dans l'opinion publique de l'époque.

## Récompenses
- 1996. Prix Goretta, decerné par la radio Suisse Romande, pour ses qualités d'écoute et de respect[6].
- 2002. Prix Anima 4 de la meilleure émission de programme-reportage pour « Écoutez… des anges passent », sur France-Inter
- 2003. Prix de la meilleure émission de reportage décerné par la CRPLF, regroupement des radios francophones
- 2004. Prix de la SCAM de l'œuvre de l'année pour « Écoutez… des anges passent », sur France-Inter[12]

## Ouvrages
- Alexis Cordesse, Zoé Varier & François Bon, 2006. Du beau travail ! Paris : Trans photogaphic press, 80 p. & 1 CD